# Фикрет Шабанов
Фикрет Хюдаетов Шабанов е български художник и политик от ДПС. Народен представител от парламентарната група на ДПС в XL Народно събрание.

## Биография
Фикрет Шабанов е роден на 30 май 1964 г. в село Комунига (Кърджалийско).
На парламентарните избори в България през 2005 година е избран за народен представител от парламентарната група на ДПС.